# Doire de Valgrisenche
Pour les articles homonymes, voir Doire.
La Doire de Valgrisenche (en patois valdôtain Djouìa de Vâgresèntse ; en italien : Dora di Valgrisenche) est un torrent qui traverse le Valgrisenche en Vallée d'Aoste. C'est un affluent droit de la Doire Baltée.

## Géographie
La longueur de son cours d'eau est de 28 km.
La Doire de Valgrisenche prend sa source sous le nom de torrent de Vaudet. Plus en aval, la Doire de Valgrisenche traverse le lac artificiel de Beauregard. Une fois sortie du lac, la Doire traverse le chef-lieu de Valgrisenche et se jette dans la Doire Baltée à Arvier.